# Savigny (Manche)
Savigny és un municipi francès situat al departament de la Manche i a la regió de Normandia. L'any 2007 tenia 363 habitants.

## Demografia

### Població
El 2007 la població de fet de Savigny era de 363 persones. Hi havia 131 famílies de les quals 33 eren unipersonals (8 homes vivint sols i 25 dones vivint soles), 41 parelles sense fills, 49 parelles amb fills i 8 famílies monoparentals amb fills.
La població ha evolucionat segons el següent gràfic:
Habitants censats

### Habitatges
El 2007 hi havia 169 habitatges, 138 eren l'habitatge principal de la família, 27 eren segones residències i 4 estaven desocupats. Tots els 169 habitatges eren cases. Dels 138 habitatges principals, 112 estaven ocupats pels seus propietaris i 26 estaven llogats i ocupats pels llogaters; 1 tenia dues cambres, 13 en tenien tres, 34 en tenien quatre i 90 en tenien cinc o més. 115 habitatges disposaven pel capbaix d'una plaça de pàrquing. A 60 habitatges hi havia un automòbil i a 70 n'hi havia dos o més.

### Piràmide de població
La piràmide de població per edats i sexe el 2009 era:
| Homes | Edats   | Dones |
| ----- | ------- | ----- |
| 0     | 95 o +  | 0     |
| 0     | 90 a 94 | 8     |
| 0     | 85 a 89 | 0     |
| 0     | 80 a 84 | 12    |
| 8     | 75 a 79 | 4     |
| 4     | 70 a 74 | 4     |
| 16    | 65 a 69 | 12    |
| 12    | 60 a 64 | 16    |
| 4     | 55 a 59 | 8     |
| 8     | 50 a 54 | 16    |
| 12    | 45 a 49 | 4     |
| 8     | 40 a 44 | 8     |
| 16    | 35 a 39 | 12    |
| 20    | 30 a 34 | 8     |
| 20    | 25 a 29 | 8     |
| 0     | 20 a 24 | 4     |
| 12    | 15 a 19 | 8     |
| 4     | 10 a 14 | 12    |
| 12    | 5 a 9   | 4     |
| 16    | 0 a 4   | 0     |

## Economia
El 2007 la població en edat de treballar era de 211 persones, 145 eren actives i 66 eren inactives. De les 145 persones actives 134 estaven ocupades (75 homes i 59 dones) i 11 estaven aturades (2 homes i 9 dones). De les 66 persones inactives 32 estaven jubilades, 15 estaven estudiant i 19 estaven classificades com a «altres inactius».

### Ingressos
El 2009 a Savigny hi havia 145 unitats fiscals que integraven 376 persones, la mediana anual d'ingressos fiscals per persona era de 14.730 €.

### Activitats econòmiques
Dels 10 establiments que hi havia el 2007, 1 era d'una empresa alimentària, 1 d'una empresa de fabricació d'altres productes industrials, 1 d'una empresa de construcció, 1 d'una empresa de comerç i reparació d'automòbils, 3 d'empreses de serveis i 3 d'empreses classificades com a «altres activitats de serveis».
Dels 2 establiments de servei als particulars que hi havia el 2009, 1 era un paleta i 1 perruqueria.
L'any 2000 a Savigny hi havia 33 explotacions agrícoles que ocupaven un total de 816 hectàrees.

## Poblacions més properes
El següent diagrama mostra les poblacions més properes.